# Mark Higgins (strongman)
Mark Higgins (ur. 16 maja 1963) – angielski strongman.

## Osiągnięcia
- 1986
  - 2. miejsce - Mistrzostwa World Muscle Power
- 1987
  - 1. miejsce - Drużynowe Mistrzostwa Świata Par Strongman
- 1988
  - 3. miejsce - Mistrzostwa Europy Strongman 1988
- 1989
  - 2. miejsce - Mistrzostwa Europy Strongman 1989
- 1990
  - 3. miejsce - Mistrzostwa Europy Strongman 1990
  - 2. miejsce - Mistrzostwa World Muscle Power